# Zagi M-91
A Zagi M-91 é uma submetralhadora criada em 1991, quando a dissolução da Iugoslávia deixou a Croácia com poucas ou nenhuma arma para armar suas forças armadas durante a Guerra de Independência da Croácia. Como o embargo impedia o estado recém-formado de comprar equipamentos legalmente no exterior, eles não tiveram escolha a não ser projetar novas armas localmente. Esta arma foi produzida pela LIKAWELD, uma fábrica de máquinas-ferramentas agora falida com sede em Zagreb, também chamada de "Primeira Fábrica de Armas Croata", PHTO (Prva Hrvatska Tvornica Oružja).
O nome da arma provavelmente está relacionado a Zagi, o esquilo mascote da Universíada de Verão de 1987, realizada em Zagreb.
O mecanismo da arma é baseado na submetralhadora Sten, famosa por sua simplicidade de produção. O carregador é baseado no da MP 40, com carregador bifilar e alimentação única. A coronha extensível assemelha-se à usada na M3. No entanto, ao contrário de suas antecessoras da Segunda Guerra Mundial, possui receptor/cabo parcialmente de plástico. As armas eram de qualidade irregular e não eram confiáveis, por isso sua produção foi logo descontinuada.
Algumas dessas armas acabaram como auxílio militar na Bósnia e Herzegovina em 1992, após o início da guerra, e foram usadas pelas forças do exército bósnio, que precisavam desesperadamente delas. Eles copiaram a arma (com algumas pequenas modificações, como o uso do receptor/cabo inferior de madeira em vez do original de plástico) e a produziram na fábrica de Pobjeda, na cidade de Goražde, chamando-a de "Bosanski Zagi" (Zagi Bósnia), em números aparentemente muito pequenos.